# Atka (Alaska)
Atka ist ein Ort mit dem Status einer City in der Aleutians West Census Area in Alaska. Das U.S. Census Bureau hatte bei der Volkszählung 2020 eine Einwohnerzahl von 53 ermittelt. In Atka leben fast ausschließlich Vertreter der indigenen Volksgruppe der Aleuten (Unangas).

## Geographie
Atka befindet sich an der Nazan Bay an der Ostküste der Aleuten-Insel Atka Island. 18 km nördlich erheben sich auf Atka Island die Vulkane Korovin (1533 m) und Sarichef (1056 m). Atka befindet sich 1770 km südwestlich von Anchorage. Nächstgelegene Orte sind Adak, 170 km westsüdwestlich, sowie Nikolski und Unalaska, 370 km bzw. 545 km ostnordöstlich. Am nördlichen Ortsrand von Atka befindet sich der Flugplatz Atka.

## Geschichte
Einen ersten Kontakt hatten die Inselbewohner im Jahr 1747 mit russischen Forschungsreisenden. In der Folge wurde Atka ein wichtiger Handelsstützpunkt und ein sicherer Hafen der Russen. 1866 wurde der Standort von Atka besiedelt. Ende des 19. Jahrhunderts endete die Pelzrobbenjagd. 1914 wurden Rentiere auf die Insel gebracht. Während den 1920er Jahren profitierte der Ort von der Fuchszucht. 
Nach dem japanischen Angriff und der Einnahme der Aleuten-Inseln Attu und Kiska wurde die Inselbevölkerung von Atka nach Ketchikan evakuiert. Der Ort wurde bis zu den Grundmauern niedergebrannt, damit er für die Japaner keinen Nutzen bildete. Nach dem Krieg wurde der Ort von der U.S. Navy wiederaufgebaut und die Bewohner konnten wieder auf die Insel zurückkehren. Viele Attu-Bewohner, die während des Kriegs in Japan interniert waren, zogen 1945 nach Atka. Der Kontakt mit der Außenwelt brachte viele Veränderungen in die traditionelle Kultur und das Leben der Gemeinde in Atka. Atka erhielt 1988 den Status einer „City“. Heute lebt die Gemeinde hauptsächlich von Subsistenzwirtschaft. Weiterhin verdient ein Teil der Bevölkerung Geld in der Fischerei nach dem Pazifischen Heilbutt. Eine kleine lokale Fischverarbeitungsanlage, Atka Pride Seafoods, ist saisonal in Betrieb, um die lokale Flotte zu bedienen. Es werden Pazifischer Heilbutt und Kohlenfisch verarbeitet. Eine aus 2500 Tieren bestehende Rentierherde dient als Nahrungsquelle der Inselbewohner.

## Demografie
Zum Zeitpunkt der Volkszählung im Jahre 2020 (U.S. Census 2020) hatte Atka 53 Einwohner auf einer Landfläche von 21,93 km². Von den Einwohnern waren einer afrikanisch-amerikanischer Abstammung sowie 50 Indigene.
Beim Zensus im Jahr 2000 wurden 92 Einwohner gezählt, 2010 waren es 61. Die Bevölkerungsentwicklung war in den letzten Jahren rückläufig.